# Северная Каролина (провинция)
Провинция Северная Каролина (англ. Province of North Carolina) — коронная колония в Британской Америке, изначально бывшая частью провинции Каролина. Образована в 1729 году, когда северокаролинские Лорды-собственники уступили королю свои права на колонию, и прекратила существование в 1776 году в ходе Американской революции.
Согласно хартии Карла II, изданной в 1663 году, в территорию колонии Каролины входили все земли от южной границы колонии Виргиния, проходившей по 36 градусу северной широты, до 31-го градуса северной широты (вдоль побережья современной Джорджии). Из-за существенных различий между северной и южной частями колонии, а также из-за трудностей сообщения между ними, в 1691 году был назначен специальный вице-губернатор для управления северной частью колонии. Разделение колонии на северную и южную части завершилось в 1712 году, когда первым губернатором Северной Каролины стал Эдвард Хайд. В 1729 году королевская администрация выкупила права на колонию у лордов-собственников и образовала на территориях Северной Каролины королевскую колонию. Оставшаяся одна восьмая часть провинции (часть Северной Каролины, известная как округ Гренвиль), до 1776 года оставалась в собственности рода Картерет, пока в результате войны за независимость США не была конфискована революционным правительством Северной Каролины.
Большинство поселенцев Северной Каролины были фермерами, которые выращивали табак.